# Coreius
Genre
Coreius est un genre de poissons téléostéens de la famille des Cyprinidae et de l'ordre des Cypriniformes. Coreius est également connus comme « goujons ». Ce genre est endémique des habitats d'eau douce en Chine.

## Liste des espèces
Selon FishBase (20 novembre 2016) :
- Coreius cetopsis (Kner, 1867)
- Coreius guichenoti (Sauvage & Dabry de Thiersant, 1874)
- Coreius heterodon (Bleeker, 1864)
- Coreius septentrionalis (Nichols, 1925)